# Форестбург (Нью-Йорк)
Форестбург (англ. Forestburgh) — місто (англ. town) в США, в окрузі Салліван штату Нью-Йорк. Населення — 808 осіб (2020).

## Демографія
Згідно з переписом 2010 року, у місті мешкало 819 осіб у 355 домогосподарствах у складі 240 родин. Було 550 помешкань
Расовий склад населення:
| - 90,5 % — білих - 4,4 % — чорних або афроамериканців - 0,9 % — азіатів - 0,4 % — корінних американців - 0,2 % — вихідців з тихоокеанських островів - 2,2 % — осіб інших рас |

До двох чи більше рас належало 1,5 %. Частка іспаномовних становила 4,4 % від усіх жителів.
За віковим діапазоном населення розподілялося таким чином: 17,0 % — особи молодші 18 років, 62,4 % — особи у віці 18—64 років, 20,6 % — особи у віці 65 років та старші. Медіана віку мешканця становила 49,4 року. На 100 осіб жіночої статі у місті припадало 99,3 чоловіків;  на 100 жінок у віці від 18 років та старших — 96,0 чоловіків також старших 18 років.
Середній дохід на одне домашнє господарство  становив 112 157 доларів США (медіана — 76 000), а середній дохід на одну сім'ю — 131 932 долари (медіана — 93 750). Медіана доходів становила 54 500 доларів для чоловіків та 49 896 доларів для жінок. За межею бідності перебувало 3,6 % осіб, у тому числі 5,4 % дітей у віці до 18 років та 1,2 % осіб у віці 65 років та старших.
Цивільне працевлаштоване населення становило 585 осіб. Основні галузі зайнятості: освіта, охорона здоров'я та соціальна допомога — 29,4 %, науковці, спеціалісти, менеджери — 11,6 %, будівництво — 10,4 %, роздрібна торгівля — 10,1 %.